# Ariantinae
Sous-famille
Les Ariantinae sont une sous-famille de mollusques gastéropodes de la famille des Helicidae.

## Historique et dénomination
Elle a été décrite par le malacologue suédois Otto Andreas Lowson Mørch en 1864.

## Taxinomie
Liste des genres présents en Europe
- Arianta Turton, 1831 (dont Arianta arbustorum, l'hélice des arbustes)
- Causa Schileyko, 1971 (dont Causa holosericea, la Fausse veloutée plane)
- Chilostoma Fitzinger, 1833.
- Cylindrus Fitzinger, 1833.
- Drobacia Brusina, 1904
- Helicigona A. Férussac, 1821 (dont Helicigona lapicida, la Soucoupe commune).
- Isognomostoma Fitzinger, 1833 (dont Isognomostoma isognomostomos, l'hélice grimace)
- Vidovicia Brusina, 1904